# ای‌اف‌جی‌ال ۲۵۹۱
ای‌اف‌جی‌ال ۲۵۹۱ یک ستاره است که در صورت فلکی ماکیان قرار دارد.